# Chimarra xenillion
Chimarra xenillion är en nattsländeart som beskrevs av Arturs Neboiss 1986. Chimarra xenillion ingår i släktet Chimarra och familjen stengömmenattsländor. Inga underarter finns listade i Catalogue of Life.